# 第6回アジア・フィルム・アワード
第6回アジア・フィルム・アワードは、2012年3月19日に発表・授賞式が行われた。
アスガー・ファルハディ監督のイラン映画『別離』が、作品賞、監督賞、脚本賞、編集賞の4部門で受賞。
日本からはプレゼンターとしてオダギリジョーと香里奈が登場。ライフタイム・アチーブメント賞をアン・ホイ監督が受賞した。

## 候補の一覧

### 作品賞
- 別離
- 一枚のハガキ
- 金陵十三釵
- ドラゴンゲート 空飛ぶ剣と幻の秘宝
- セデック・バレ
- 人生は一度だけ

### 監督賞
- アスガー・ファルハディ - 別離
- テディ・ソエリアットマジャ - ラブリー・マン
- 園子温 - 恋の罪
- ツイ・ハーク - ドラゴンゲート 空飛ぶ剣と幻の秘宝
- ウェイ・ダーション - セデック・バレ
- チャン・イーモウ - 金陵十三釵

### 主演男優賞
- 陳坤 - ドラゴンゲート 空飛ぶ剣と幻の秘宝
- ドニー・ダマラ - ラブリー・マン
- アンディ・ラウ - 桃さんのしあわせ
- パク・ヘイル - 神弓-KAMIYUMI-
- 役所広司 - わが母の記

### 主演女優賞
- ヴィディヤー・バーラン - ダーティー・ピクチャー（英語版）
- 陳妍希 - あの頃、君を追いかけた
- ユージン・ドミンゴ - 浄化槽の貴婦人
- レイラ・ハタミ - 別離
- 葉德嫻（ディニー・イップ） - 桃さんのしあわせ

### 新人賞
- 柯震東（クー・チェンドン） - あの頃、君を追いかけた
- 林暉閔（リン・フイミン） - 星空
- 前田旺志郎 - 奇跡
- 倪妮（ニー・ニー） - 金陵十三钗
- Gita Novalista（ギタ・ノファリスタ） - 鏡は嘘をつかない

### 助演男優賞
- 馬志翔（マー・ジーシアン） - セデック・バレ
- クー・ユールン - ジャンプ!アシン
- イ・ジェフン - 高地戦
- マリオ・マウラー - ウモーン・パー・ムアン－羅生門

### 助演女優賞
- シャーマイン・ブエンカミノ - Niño
- グイ・ルンメイ - ドラゴンゲート 空飛ぶ剣と幻の秘宝
- クリス・ホーワン - ヘッドショット
- 満島ひかり - 一命
- 閆妮（ヤン・ニー） - 我十一

### 脚本賞
- アスガー・ファルハディ - 別離
- 新藤兼人 - 一枚のハガキ
- 劉恒, 厳歌苓 - 金陵十三钗
- 麥兆輝（アラン・マック）、莊文強（フェリックス・チョン） - 盗聴犯〜狙われたブローカー〜
- クリストファー・マルティネス - 浄化槽の貴婦人

### 撮影賞
- 秦鼎昌 - セデック・バレ
- Vishwajit Karunarathna - フライング・フィッシュ
- キム・ウヒョン - 高地戦
- 包軒鳴（ジェイク・ポロック）、黎耀輝（ライ・イウファイ） - 捜査官X
- ラフマット・イプン・シャイフル - 鏡は嘘をつかない

### 美術賞
- スザンヌ・カプラン・メルワンジ - 人生は一度だけ
- リュ・ソンヒ - 高地戦
- 種田陽平 - セデック・バレ
- 奚仲文、劉敏雄 - ドラゴンゲート 空飛ぶ剣と幻の秘宝
- 奚仲文、孫立 - 捜査官X

### 作曲賞
- 陳光榮（コンフォート・チャン）、金培達（ピーター・カム） - 捜査官X
- 陳其鋼（チェン・チーガン） - 金陵十三钗
- リッキー・ホー - セデック・バレ
- Rahat Fateh Ali Khan、A・R・ラフマーン、Neeraj Shridhar - ロックスター
- 坂本龍一 - 一命

### 編集賞
- 彭正熙 - 盗聴犯〜狙われたブローカー〜
- Nelly Quettier - 我十一
- Hayedeh Safiyari - 別離
- アーナンド・スバヤ - 人生は一度だけ
- 鄧文滔 - 鴻門宴

### 視覚効果賞
- Ritesh Aggarwal - ラ・ワン
- 神谷誠 - GANTZ
- 鍾智行、Josh Cole、Frankie Chung - ドラゴンゲート 空飛ぶ剣と幻の秘宝
- 肖洋、常松、老A、李明雄、李金輝 - 星空
- 翁國賢、姜鍾翊 - 捜査官X

### 衣装デザイン賞
- 天野恭子、江村耕市 - ミロクローゼ
- ウィリアム・チャン - 金陵十三钗
- 莫均杰、黄明霞 - 鴻門宴
- Noppadol Techo - ウモーン・パー・ムアン － 羅生門
- 奚仲文（ハイ·チョンマン） - ドラゴンゲート 空飛ぶ剣と幻の秘宝

## 統計
|    | 作品名（邦題または原題/英題）                                       | 部門                                                                        | 国・地域                          | 候補数 | 受賞数 |
| -- | ------------------------------------------------------------------- | --------------------------------------------------------------------------- | --------------------------------- | ------ | ------ |
| 1  | 我十一/11 Flowers                                                   | 助演女優賞、編集賞                                                          | 中華人民共和国の旗 · フランスの旗 | 2      |        |
| 2  | 桃さんのしあわせ/A Simple Life                                      | 主演男優賞、主演女優賞                                                      | 香港の旗                          | 2      | 1      |
| 3  | わが母の記/Chronicle of My Mother                                   | 主演男優賞                                                                  | 日本の旗                          | 1      |        |
| 4  | フライング・フィッシュ/Flying Fish                                  | 撮影賞                                                                      | スリランカの旗                    | 1      |        |
| 5  | ガンツ/GANTZ                                                        | 視覚効果賞                                                                  | 日本の旗                          | 1      |        |
| 6  | 恋の罪/Guilty of Romance                                            | 監督賞                                                                      | 日本の旗                          | 1      |        |
| 7  | 一命/Hara-Kiri: Death of a Samurai                                  | 助演女優賞、音楽賞                                                          | 日本の旗                          | 2      |        |
| 8  | ヘッドショット/Headshot                                             | 助演女優賞                                                                  | タイ王国の旗                      | 1      |        |
| 9  | 奇跡/I Wish                                                         | 新人賞                                                                      | 日本の旗                          | 1      |        |
| 10 | ジャンプ!アシン/Jump! Ashin                                         | 助演男優賞                                                                  | 中華民国の旗                      | 1      | 1      |
| 11 | ラブリーマン/Lovely Man                                             | 監督賞、主演男優賞                                                          | インドネシアの旗                  | 2      | 1      |
| 12 | ミロクローゼ/Milocrorze: A Love Story                               | 衣装デザイン賞                                                              | 日本の旗                          | 1      |        |
| 13 | 別離/Nader and Simin, A Separation                                  | 作品賞、監督賞、主演女優賞、脚本賞、編集賞                                  | イランの旗                        | 5      | 4      |
| 14 | Niño                                                                | 助演女優賞                                                                  | フィリピンの旗                    | 1      | 1      |
| 15 | 盗聴犯〜狙われたブローカー〜/Overheard 2                            | 脚本賞、編集賞                                                              | 香港の旗                          | 2      |        |
| 16 | 一枚のハガキ/Postcard                                               | 作品賞、脚本賞                                                              | 日本の旗                          | 2      |        |
| 17 | ラ・ワン/Ra.One                                                     | 視覚効果賞                                                                  | インドの旗                        | 1      |        |
| 18 | ロックスター/Rockstar                                               | 作曲賞                                                                      | インドの旗                        | 1      |        |
| 19 | 星空/Starry Starry Night                                            | 新人賞、視覚効果賞                                                          | 中華民国の旗                      | 2      |        |
| 20 | द डर्टी पिक्चर/The Dirty Picture                                        | 主演女優賞                                                                  | インドの旗                        | 1      |        |
| 21 | 金陵十三釵/The Flowers of war                                       | 作品賞、監督賞、新人賞、脚本賞、作曲賞、衣装デザイン賞                      | 中華人民共和国の旗                | 6      | 1      |
| 22 | ドラゴンゲート 空飛ぶ剣と幻の秘宝/ The Flying Swords of Dragon Gate | 作品賞、監督賞、主演男優賞、助演女優賞、美術賞、 視覚効果賞、衣装デザイン賞 | 中華人民共和国の旗 · 香港の旗     | 7      | 2      |
| 23 | 高地線/The Front Line                                               | 助演男優賞、撮影賞、美術賞                                                  | 大韓民国の旗                      | 3      |        |
| 24 | 鏡は嘘をつかない/The Mirror Never Lies                              | 新人賞、撮影賞                                                              | インドネシアの旗                  | 2      |        |
| 25 | ウモーン・パー・ムアン－羅生門/The Outrage                          | 助演男優賞、衣装デザイン賞                                                  | タイ王国の旗                      | 2      |        |
| 26 | 浄化槽の貴婦人/ The Woman in the Septic Tank                        | 助演女優賞、脚本賞                                                          | フィリピンの旗                    | 2      |        |
| 27 | 神弓 -KAMIYUMI-/War of the Arrows                                   | 主演男優賞                                                                  | 大韓民国の旗                      | 1      |        |
| 28 | セデック・バレ/ Warriors of the Rainbow: Seediq Bale                | 作品賞、監督賞、助演男優賞、衣装デザイン賞、美術賞、 作曲賞                 | 中華民国の旗                      | 6      |        |
| 29 | 鴻門宴/White Vengeance                                              | 編集賞、衣装デザイン賞                                                      | 中華人民共和国の旗 · 香港の旗     | 2      |        |
| 30 | 捜査官X/Wu Xia                                                      | 撮影賞、美術賞、作曲賞、視覚効果賞                                          | 中華人民共和国の旗 · 香港の旗     | 4      | 2      |
| 31 | あの頃、君を追いかけた/ You are the apple of my eye                 | 主演女優賞、新人賞                                                          | 中華民国の旗                      | 2      |        |
| 32 | 人生は一度だけ/ You Don’t Get Life a Second Time                    | 作品賞、美術賞、編集賞                                                      | インドの旗                        | 3      |        |